# Sybra propinqua
Sybra propinqua là một loài bọ cánh cứng trong họ Cerambycidae.